# Zulpha
Zulpha is een geslacht van rechtvleugeligen uit de familie sabelsprinkhanen (Tettigoniidae). De wetenschappelijke naam van dit geslacht is voor het eerst geldig gepubliceerd in 1870 door Walker.

## Soorten
Het geslacht Zulpha  is monotypisch en omvat slechts de volgende soort:
- Zulpha perlaria (Westwood, 1848)